# Eritropoiese

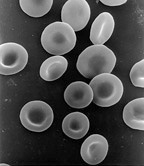
Hemácias

Eritropoiese é o processo de produção de eritrócitos, também denominados como hemácias ou células vermelhas do sangue. Eritrócitos têm aparência de um disco bicôncavo, eles não possuem núcleo e contêm hemoglobinas, com cadeias alfa e beta. Essa célula é responsável pelo transporte de oxigênio no organismo, sendo esta uma função vital desde o desenvolvimento do embrião até a vida adulta do organismo. Os eritrócitos carregam o oxigênio do ar inalado nos vasos do pulmão para o restante do corpo através da circulação. Essas células também carregam o dióxido de carbono produzido pelas células do corpo e o transporta para os vasos no pulmão para serem expirados. O ciclo dos eritrócitos é de cerca de 120 dias. Quando estão muito velhos ou danificados eles são degradados no baço ou fígado.
O processo de produção de eritrócitos é estimulado pela diminuição de oxigênio na circulação, que é detectada pelo rim, que então secreta o hormônio eritropoietina. Esse hormônio estimula a proliferação e diferenciação dos precursores dos eritrócitos nos tecidos hematopoiéticos, dando origem aos eritrócitos.

## Desenvolvimento da eritropoiese
Os eritrócitos são necessários em todos os estágios da vida, embrionário, fetal, neonatal e adulto. Essas células são o produto final de uma complexa hierarquia de progenitores hematopoiéticos que progressivamente se torna restrita a linhagem eritroide. Durante esse processo de diferenciação, os progenitores passam por uma grande expansão em relação ao número de células para suprir a necessidade diária de 2x1011 novos eritrócitos.
A hematopoiese primitiva em seres humanos (predominantemente eritropoiese primitiva) aparece primeiro nas ilhotas sanguíneas do saco vitelino extraembriônico, ao redor do dia 21 da gestação. Cerca de 1 semana depois (dias 28-40), as células-tronco hematopoiéticas (CTH) definitivas emergem da região aorta-gonada-mesonefros (AGM), dentro da parede ventral da aorta dorsal. Também são encontradas nas artérias vitelina e umbilical e na placenta. Ambas as CTHs primitivas (embrionárias) e definitivas (fetal/adulto) surgem em estreita associação com células endoteliais. Estudos sugerem que as células hematopoiéticas e endoteliais surgem de um progenitor comum, o hemangioblasto, dando origem a células sanguíneas e vasos sanguíneos. Por volta do dia 40, a hematopoiese definitiva começa a ocorrer no fígado fetal e as células eritroides definitivas são liberadas para a circulação.  Ao chegar em 25 semanas, a hematopoiese começa a migrar para a medula óssea, onde, eventualmente, a eritropoiese definitiva é estabelecida durante os últimos 3 meses de vida fetal.
As células eritroides primitivas e definitivas são distinguidas pela sua morfologia celular, marcadores de superfície celular, capacidade de resposta a citocinas, cinética de crescimento, fatores de transcrição e padrões mais gerais de expressão gênica. Em particular, os tipos de hemoglobina produzidos são bastante distintos nas células eritroides embrionárias (Hb Gower I ζ2ε2, Gower II α2ε2 e Hb Portland ζ2γ2), fetal (HbF α2γ2) e adulta (HbA α2β2 and HbA2 α2δ2). Esses padrões específicos de expressão de globina fornecem marcadores críticos para identificar os estágios de desenvolvimento da eritropoiese.

## Diferenciaçãoin vitroein vivo
À medida que as células-tronco hematopoiéticas se diferenciam, elas formam células progenitoras multipotenciais que têm capacidade de repovoamento a curto prazo, mas perderam capacidade de repovoamento a longo prazo. Tais células podem ser testadas in vitro por sua capacidade de formar áreas de "cobblestone” (formação como paralelepípedos) sobre células estromais em cultura de longo prazo. A diferenciação restringe progressivamente o potencial de linhagem dessas células, bem como reduzindo sua capacidade proliferativa, resultando em progenitores multipotentes, bipotentes e unipotentes. Estas células progenitoras são funcionalmente definidas por sua capacidade de produzir colônias clonais em meio semi-sólido suplementado com um coquetel de fatores de crescimento celular hematopoiéticos permissivos para o crescimento de todas as linhagens.
In vitro, as células eritroides podem ser encontradas em colônias de multilineagem (CFU-GEMM), que incluem granulócitos, macrófagos e megacariócitos, e em colônias bipotenciais com megacariócitos (CFU-E/Mk). Os primeiros progenitores que estão restritos à linhagem eritróide produzem grandes colônias in vitro, consistindo de várias subunidades, conhecidas como burst forming unit-erythroid (BFU-E, contendo várias centenas até 30000 células) após 12-14 dias de crescimento. Sua freqüência na medula óssea é de aproximadamente 4-10 por 104 células nucleadas. Os progenitores eritroides tardios formam colônias (CFU-E) de 8 a 64 células após cerca de 7 dias in vitro e constituem 20-60 por cada 104 células da medula óssea. Os CFU-Es definidos nestes sistemas de cultura correspondem mais intimamente aos proeritroblastos, o primeiro precursor eritroide morfologicamente reconhecível na medula óssea. Uma vez formadas, essas células estão destinadas a submeter-se a diferenciação terminal para formar células vermelhas maduras.
In vivo, após a especificação eritroide, a fase final da eritropoiese envolve a maturação de progenitores eritroides comprometidos em células vermelhas totalmente diferenciadas. A célula precursora de eritrócito reconhecível mais cedo na medula óssea é o proeritroblasto que corresponde ao CFU-Es identificado in vitro. O proeritroblasto é uma célula relativamente grande (12-20 μm) com um citoplasma não granular e um núcleo grande que ocupa cerca de três quartos da célula que tem um ou mais nucléolos proeminentes. A divisão dessas células leva aos eritroblasto basófilos menores (10-16 μm). Novamente, o citoplasma cora em azul profundo e o núcleo ocupa uma grande proporção da célula, mas possui um padrão de cromatina reticular mais grosso com algumas pequenas massas de cromatina condensada adjacente à membrana nuclear. Após mais divisões formam os eritroblastos policromáticos e policromáticos tardios (10-12 μm), com desenvolvimento crescente de um citoplasma corado em rosa e núcleos condensados (6 μm). Os eritroblastos policromáticos/ortocromáticos tardios são células não divisórias com núcleos sem estrutura de coloração profunda. À medida que a célula passa pela diferenciação terminal, o nucleolo desaparece e o núcleo se condensa ainda mais e, eventualmente, é eliminado. Tais núcleos são fagocitados e degradados pelos macrófagos da medula óssea. A extrusão nuclear geralmente ocorre fora dos sinusoides da medula óssea e os reticulócitos recém-formados geralmente passam através de fendas preexistentes nas paredes desses sinusoides por diapedese. Assim, o reticulócito maduro não tem núcleo, mas tem algumas mitocôndrias e ribossomos e o citoplasma cora predominantemente rosa devido à alta concentração de hemoglobina. Os reticulócitos continuam a sintetizar a hemoglobina durante 24-48 horas após a liberação da medula óssea. Em média, essas células são cerca de 20% maiores do que os glóbulos vermelhos maduros, que são discos circulares, planos e bicôncavos com um diâmetro médio de 8,5 μm.

## Regulação da eritropoiese
Um ciclo de feedback envolvendo o hormônio eritropoietina ajuda a regular o processo de eritropoiese de modo que a produção de eritrócitos é igual à sua destruição, e esse número é suficiente para manter níveis adequados de oxigênio no tecido, mas não tão alto para causar trombose ou acidente vascular cerebral. A eritropoietina é produzida no rim e no fígado em resposta a baixos níveis de oxigênio, e ela se liga aos eritrócitos circulantes. Baixo número de eritrócitos circulantes leva a um nível relativamente alto de eritropoietina não ligada, o que estimula a produção das células na medula óssea.
A perda de função do receptor de eritropoietina ou JAK2 em células de camundongo causa falha na eritropoiese, de modo que a produção de eritrócitos nos embriões e no crescimento são interrompidas. A não ocorrência da inibição do feedback, pelos supressores de proteínas de sinalização de citocinas, causa gigantismo em camundongos.